# Tatjana Golikowa
Tatjana Aleksiejewna Golikowa (ros. Татьяна Алексеевна Голикова; ur. 9 lutego 1966 w Mytyszczach w obwodzie moskiewskim) – rosyjska ekonomistka i polityk, wicepremier od 2018 roku, w latach 1999–2004 wiceminister finansów Federacji Rosyjskiej, minister zdrowia i spraw socjalnych Federacji Rosyjskiej w latach 2007–2012. Od 2013 Prezes Izby Obrachunkowej Federacji Rosyjskiej.

## Życiorys
W 1987 roku ukończyła Rosyjską Akademię Ekonomiczną im. G. Plechanowa w Moskwie, specjalizując się w ekonomice pracy. W latach 1990–1999 pracownik Ministerstwa Finansów Federacji Rosyjskiej. W latach 1999–2004 wiceminister finansów (od sierpnia 2002 roku do kwietnia 2004 roku pierwszy zastępca ministra finansów). Od 24 września 2007 roku minister zdrowia i spraw socjalnych. Od 20 września 2013 Prezes Izby Obrachunkowej Federacji Rosyjskiej. 
Posiada rangę rzeczywistego radcy stanu Federacji Rosyjskiej I klasy (ros. действительный государственный советник Российской Федерации 1 класса).
10 kwietnia 2010 roku, po katastrofie polskiego Tu-154 w Smoleńsku, decyzją premiera Rosji Władimira Putina, Tatiana Golikowa weszła w skład specjalnej rosyjskiej komisji rządowej do zbadania przyczyn katastrofy.